# GameSurge

Logo von GameSurge

GameSurge ist ein IRC-Netzwerk. Die am häufigsten ansässigen Spiele sind Ego-Shooter (wie z. B. Counter-Strike, Counter-Strike: Source, Day of Defeat, Call of Duty und Battlefield 2) sowie MMORPGs (wie z. B. World of Warcraft und Guild Wars). In jüngster Zeit ist es auch Anlaufpunkt für Spieler von Browserspielen.
GameSurge begann als GamesNET und ProGamePlayer Network (PGPN), als die Rechte des Namens GamesNET umstritten waren. In Frage kamen CoolHandLuke, der ursprüngliche Gründer, sowie der damals aktuelle Vorstand von GamesNET. Letztendlich wurden die Streitigkeiten mit der Gründung von GameSurge beigelegt. GamesNET wurde als CHLs Netzwerk wieder eingesetzt. GameSurge gehört zu den zehn meistbesuchten IRC-Netzwerken.
Als IRCD wird eine modifizierte Version des IRCU IRCD verwendet. Der Development Manager Entrope ist auch im Entwicklerteam des IRCU vertreten.

## Geschichte
GameSurge begann im November 1995 als CharlottesWeb, änderte im November 1996 aber seinen Namen zu ClanNet, und schließlich im Februar 1997 zu GamesNET. Das Netzwerk wurde jedoch als GameSurge bekannt, als es im Februar 2004 mit dem ProGamePlayer Network auf Grund von Rechtsstreitigkeiten über den Domainnamen gamesnet.net und auf Grund von gemeinsamen Interessen fusionierte.
GameSurge (jedoch immer noch als GamesNET bekannt) erreichte seine ursprüngliche Bekanntheit durch die Beheimatung der North American Quakeworld Team-Fortress-Gemeinschaft. Dieses führte auch zu höheren Besucherzahlen von Spielern des Spiels Team Fortress Classic, wodurch es auch bald das Standardnetzwerk von Counter-Strike-Spielern wurde. Mit der Popularität von Counter-Strike wuchs auch der Bekanntheitsgrad von GameSurge.
Zurzeit sind die meisten Benutzer aus Nordamerika, wobei die Anzahl der englischsprachigen Spieler aus Europa und vor allem Deutschland immer stärker zunimmt. Die Benutzerzahlen beinhalten eine hohe Anzahl an Clans, die in verschiedenen Spielen aktiv sind.

## Services
GameSurge unterhält eine Sammlung von IRC-Diensten namens srvx, die von GameSurges Entwicklern in der Programmiersprache C entwickelt wurde und auch von anderen Netzwerken verwendet wird.